# オリオンキャンペーンガール
オリオンキャンペーンガールは、オリオンビールのイメージガールの名称。

## 概要
- 1993年7月11日のビアフェストにて一般公開コンテストが開催され応募者60名の中から初代キャンペーンガールが選出され、1994年には新たな営業戦略を模索し4人が選出された。

「久保田チャームスクール」の久保田照子が審査および教育を担当している。
毎年2人～4人選出され、沖縄県内外での広報活動およびテレビCMやポスターモデルなどの販促活動を一年間行っている。
- 第9代キャンペーンガールの高木千恵は初の県外出身者である。
- キャンペーンガール契約満了後は沖縄県内でタレント活動をする事も多く、比嘉鈴代は琉球朝日放送アナウンサーとして活動。宮里涼子、久高真理[1]、阿嘉優紀乃、上條恵奈美、新城有希子、與那嶺望、平良優衣、照屋幸矢はその後ラジオパーソナリティ・リポーターに転身している。
- 第27代キャンペーンガール契約満了を最後に廃止。

## 歴代オリオンキャンペーンガール
|        | 年度     | メンバー                                                     |
| 初代   | 1994年度 | 宮平美友紀（ドラフトクイーン）、安田さおり（ピルスクイーン） |
| 第2代  | 1995年度 | 奥間直美                                                     |
| 第3代  | 1996年度 |                                                              |
| 第4代  | 1997年度 |                                                              |
| 第5代  | 1998年度 | 池間泰子、長山千秋、宮里多香乃、喜名律子                     |
| 第6代  | 1999年度 | 岸本奈々、石川千草、三木真理子、平良美恵                     |
| 第7代  | 2000年度 | 大城早貴子、石原里花、赤嶺奈津子、玉城梨恵子                 |
| 第8代  | 2001年度 | 比嘉鈴代、宮里涼子、宮畑有美、比嘉綾子                       |
| 第9代  | 2002年度 | 普天間里奈、喜屋武梨乃、池原さやか、高木千恵                 |
| 第10代 | 2003年度 | 佐次田貴子、知花由子、大田美紀、川口範子                     |
| 第11代 | 2004年度 | 久高真理、平良真利、松田清香、宮国麗子                       |
| 第12代 | 2005年度 | 比嘉瞳、高安江利奈、阿嘉優紀乃                               |
| 第13代 | 2006年   | 堀川綾乃、平敷藍子、大城麻衣子                               |
| 第14代 | 2007年   | 大城沙也香、宮里静香、玉木紫保子                             |
| 第15代 | 2008年   | 與那嶺マキ、津嘉山絵里子、米須愛理                           |
| 第16代 | 2009年   | 神里綾子、高江洲有紗、上條恵奈美                             |
| 第17代 | 2010年   | 稲嶺実奈美、新城有希子、富川舞                               |
| 第18代 | 2011年   | 與那嶺望、知念里奈、金城愛巳                                 |
| 第19代 | 2012年   | 大城優紀、翁長夕佳子、諸見里麻衣                             |
| 第20代 | 2013年   | 名城恵美、喜舎場梨予、桃原柚華                               |
| 第21代 | 2014年   | 上原愛美、永吉栄花、花岡早樹子                               |
| 第22代 | 2015年   | 平良優衣、松原優奈、山里愛香                                 |
| 第23代 | 2016年   | 稲嶺真理菜、比嘉優紀、知念すみれ                             |
| 第24代 | 2017年   | 玉城真以、嘉数るちや、照屋幸矢                               |
| 第25代 | 2018年   | 前黒島萌、翁長愛実、山川古都乃                               |
| 第26代 | 2019年   | 當間春菜、﨑枝志穂、砂川英依                                 |
| 第27代 | 2020年   | 照屋真李菜、AIRI、ANRI                                       |